# Шанс (телесериал, 2016)
«Шанс» (англ. Chance) — американский телесериал, снятый по мотивам одноимённого романа Кема Нанна. Две первых серии вышли 19 октября 2016 года на сайте Hulu. Заглавную роль исполняет Хью Лори. С 11 октября 2017 года выходят серии второго сезона.
9 января 2018 года стало известно, что Hulu решил не продлевать сериал на третий сезон.

## Сюжет
Сюжет основан на истории судебного психоневролога из Сан-Франциско Элдона Шанса. По долгу работы, доктор сталкивается с тяжёлыми случаями психических расстройств. Одна из его пациенток Жаклин Блэкстоун — жертва домашнего насилия, которую преследует и избивает муж. Элдон подозревает, что Рэймонд Блэкстоун замешан в убийстве, но, как оказывается, он полицейский.
Семейная жизнь Шанса не устроена. Он переживает развод, раздел имущества и вынужден искать общий язык со своей дочерью, сложным подростком.

## Актёрский состав
- Хью Лори — доктор Элдон Шанс
- Итан Сапли — Дариус "Ди" Прингл
- Гретчен Мол — Жаклин Блэкстоун (Паттерсон)
- Пол Адельштейн — Рэймонд Блэкстоун
- Дайан Фарр — Кристина Шанс
- Стефания Оуэн — Николь Шанс
- Лиза Гэй Хэмилтон — Сюзанна Сильвер
- Грета Ли — Люси
- Кларк Питерс — Карл

## Список серий

### Сезон 1 (2016)
| № общий | № в сезоне | Название                             | Режиссёр         | Автор сценария                  | Дата премьеры   |
| ------- | ---------- | ------------------------------------ | ---------------- | ------------------------------- | --------------- |
| 1       | 1          | «The Summer of Love»                 | Ленни Абрахамсон | Александра Каннингэм и Кем Нанн | 19 октября 2016 |
| 2       | 2          | «The Axiom of Choice»                | Ленни Абрахамсон | Александра Каннингэм            | 19 октября 2016 |
| 3       | 3          | «Hiring It Done»                     | Майкл Леманн     | Кем Нанн                        | 26 октября 2016 |
| 4       | 4          | «The Mad Doctor»                     | Карл Франклин    | Питер Элкофф                    | 2 ноября 2016   |
| 5       | 5          | «A Still Point in the Turning World» | Роксанн Доусон   | Виктория Морроу                 | 9 ноября 2016   |
| 6       | 6          | «The Unflinching Spark»              | Дэн Аттиас       | Сара Грэн                       | 16 ноября 2016  |
| 7       | 7          | «Unlocking Your Hidden Powers»       | Майкл Леманн     | Александра Каннингэм и Кем Нанн | 23 ноября 2016  |
| 8       | 8          | «The House of Space and Time»        | Эндрю Бернштейн  | Питер Элкофф и Виктория Морроу  | 30 ноября 2016  |
| 9       | 9          | «Camera Obscura»                     | Дэн Аттиас       | Сара Грэн и Питер Беглер        | 7 декабря 2016  |
| 10      | 10         | «Fluid Management»                   | Майкл Леманн     | Александра Каннингэм и Кем Нанн | 14 декабря 2016 |

### Сезон 2 (2017)
| № общий | № в сезоне | Название                                     | Режиссёр          | Автор сценария                  | Дата премьеры   |
| ------- | ---------- | -------------------------------------------- | ----------------- | ------------------------------- | --------------- |
| 11      | 1          | «Multitiaxal System»                         | Джонас Пейт       | Александра Каннингэм и Кем Нанн | 11 октября 2017 |
| 12      | 2          | «A Very Special Onion»                       | Роксанн Доусон    | Питер Элкофф                    | 11 октября 2017 |
| 13      | 3          | «The Flitcraft Parable»                      | Карл Франклин     | Эллисон Эванс и Стив Корнаки    | 11 октября 2017 |
| 14      | 4          | «The Coping Mechanism»                       | Нельсон МакКормик | Дэвид Флеботт                   | 18 октября 2017 |
| 15      | 5          | «The Collected Works of William Shakespeare» | Джонас Пейт       | Эндрю Геттенс и Лорен Маккензи  | 25 октября 2017 |
| 16      | 6          | «Treasures in Jars of Clay»                  | Дэн Аттиас        | Райан Пэррот                    | 1 ноября 2017   |
| 17      | 7          | «Define Normal»                              | Нельсон МакКормик | Питер Элкофф                    | 8 ноября 2017   |
| 18      | 8          | «An Infant, A Brute or a Wild Beast»         | Эндрю Бернштейн   | Эллисон Эванс и Стив Корнаки    | 15 ноября 2017  |
| 19      | 9          | «A Madness of Two»                           | Джонас Пейт       | Кем Нанн                        | 22 ноября 2017  |
| 20      | 10         | «Especially If You Run Away»                 | Нельсон МакКормик | Александра Каннингэм и Кем Нанн | 29 ноября 2017  |

## Интересные факты
В двух заключительных сериях триллера (A Madness of Two и Especially If You Run Away) на стене гостиной в доме главного героя показана картина известного русского художника С. И. Осипова (1915-1985) «Осенняя ветка» Архивная копия от 1 июля 2021 на Wayback Machine (1974). На фоне картины, которой в этих сценах отведена сюжетообразующая роль, разворачиваются ключевые драматические диалоги с участием главных героев фильма Элдона Шанса в исполнении Хью Лори, его жены Кристины (актриса Дайан Фарр) и детектива Рэймонда Блэкстоуна (актёр Пол Адельштейн).